# Центральний оперативний підрозділ безпеки
NOCS (абр. від італ. Nucleo Operativo Centrale di Sicurezza, укр. Центральний оперативний підрозділ безпеки) — спеціальний підрозділ Державної поліції Італії для проведення операцій з високим ступенем ризику, що підпорядковується Центральному управлінню превентивної поліції. Заснований у 1978 році для боротьби з тероризмом в Італії, NOCS спеціалізується на таких операціях, як звільнення заручників, затримання небезпечних злочинців, забезпечення безпеки та супровід високопосадовців. 
NOCS діють, як основний штурмовий підрозділ поліції й в ЗМІ їх часто називають "шкіряними головами", подібно до Групи спеціального втручання (GIS) карабінерів, яка з 2004 року також офіційно визнана як спеціальний підрозділ.

## Історія
У 1974 році за ініціативою префекта Еміліо Сантілло було створено Генеральну інспекцію з боротьби з тероризмом (IGAT). Після успішних операцій німецького спецпідрозділу GSG-9, тогочасний міністр внутрішніх справ Франческо Коссіга 24 жовтня 1977 року видав указ, яким наказав створити UN.I.S. (Спеціальний підрозділ втручання) для підтримки розслідувань терористичних актів шляхом проведення "командних" операцій силами GIS Карабінерів та NOCS Державної поліції.
NOCS здобули світову славу завдяки операції з визволення генерала Джеймса Лі Доз'є, якого 28 січня 1982 року в Падуї викрали Червоні бригади. Операцію очолив молодий капітан Едоардо Перна, тодішній заступник командира NOCS, який за лічені п'ятдесят секунд і без жодного пострілу звільнив американського офіцера, засудженого бригадами до смертної кари. Президент США Рональд Рейган особисто привітав Перну та нагородив його високою відзнакою.
Протягом наступних років NOCS провели й інші операції з визволення заручників, захоплених звичайними злочинцями. Серед найвідоміших — операції з визволення Данте Белардінеллі у 1989 році (з перестрілкою з викрадачами) та Аугусто Де Мегні у 1991 році (заручник звільнений NOCS).
У 2001 році NOCS приєдналися до Європейської організації Atlas. З 2015 року NOCS також займаються підготовкою підрозділів швидкого реагування Державної поліції.
У 2017 році стало відомо, що жінці вперше вдалося пройти відбір і потрапити до спецпідрозділу NOCS.

## Організаційна структура
Підрозділ підпорядковується шефу оперативного командування спеціальних операцій та діє у складі Центральної директорії поліції громадської безпеки міністерства внутрішніх справ Італії. Штаб-квартира підрозділу NOCS та основна частина особового складу розташовується в Римі. Бойовий склад загону поділено на 5 команд та дві секції:
- Оперативна секція, яка складається з:
  - двох оперативних груп для проведення спецзаходів;
  - однієї оперативної групи із забезпечення безпеки;
  - відділення з відбору, навчання та перепідготовки персоналу.
- Секція оперативної підтримки, яка має у своєму складі:
  - групи забезпечення зв'язку;
  - групи транспортних засобів;
  - групи медичного забезпечення та ін.

Крім бойових груп у складі загону є оперативне командування та секретаріат, який займається адміністративною діяльністю.

## Відбір та навчання
Вступ до загону NOCS можливий лише на добровільній основі, при цьому кандидат повинен мати стаж роботи в правоохоронних органах Італії не менше чотирьох років. При наборі в підрозділ потенційні співробітники та допоміжний персонал проходять жорсткий багатоетапний відбір, який включає медичний огляд, психологічні тести, співбесіду з офіцерами загону та перевірку фізичної підготовленості. Характер перевірок не передбачає будь-яких знижок для жінок.
Кандидати, які пройшли попередній відбір, направляються на шестимісячний курс базового навчання, яке включає оперативну та тактичну підготовку, ситуаційну практичну стрілянину, фізичні тренування, подолання перешкод, вивчення бойових мистецтв, альпінізм і скелелазіння, орієнтування на незнайомій місцевості та топографію та ін.
Як правило, після навчання та всіх тестів, відсіюється близько 90-95% кандидатів, що залишаються зараховуються до чинного складу підрозділу. Причому протягом перших двох років нові співробітники продовжують своє навчання, відвідуючи заняття у спеціальних центрах підготовки італійської поліції, армії та ВМФ.

## Уніформа та озброєння
Бійці підрозділу носять синій оперативний костюм із півмісяцем кольору італійського прапора або з написом «ПОЛІЦІЯ» над значком департаменту з девізом «Sicut Nox Silentes» (тихі, як ніч). Костюм доповнюється бойовим жилетом, що складається з жилета з великими кишенями та поясом, на якому розміщена кобура (зазвичай настегновий ремінь).
Є варіант цієї уніформи: камуфляжний костюм, також цільний і також доповнений бойовим жилетом, але рослинного кольору. В обох конфігураціях передбачена вогнестійка балаклава, щоб уникнути опіків і зберегти анонімність офіцера. Системи індивідуального захисту складаються з бронежилетів і масок або щитків різного ступеня захисту. Крім того, нове спорядження доповнюється вдосконаленими бойовими жилетами палубного типу та куленепробивним шоломом Mich 2001. Камуфляжний костюм кольору MultiCam.
NOCS озброєні самим передовим озброєнням — це пістолети Beretta PX4, які постачаються з кулеметом MP5 або MP7. Індивідуальна зброя — ніж Silente від італійської компанії Extrema Ratio. NOCS також оснащені штурмовими гвинтівками Benelli M4, HK416 і HK417, тоді як снайпери оснащені HS Precision 2000 HTR, Victrix Scorpio, Sako TRG-22 і Victrix Pugio.